# Tuvalu Sports Ground
Il Tuvalu Sports Ground è un impianto sportivo multi-uso basato a Funafuti, nelle isole Tuvalu. È utilizzato soprattutto per le partite di calcio e rugby e ha una capacità di 1,500 spettatori. È l'unico stadio presente nell'arcipelago e tutti i tornei calcistici locali sono giocati in questo campo: la Tuvalu A-Division, la Coppa dell'Indipendenza di Tuvalu, la Coppa NBT, i Giochi del Tuvalu e la Christmas Cup.
Sui tetti dell'impianto sono presenti dei pannelli solari fotovoltaici che soddisfano approssimativamente il 5% del fabbisogno di elettricità di Funafuti.

## Storia
Le isole delle Tuvalu sono degli stretti atolli composti da coralli e di conseguenza un terreno da calcio può trovarsi solamente nella parte più ampia dell'isola principale, Funafuti.
Anche questo campo è costruito su un fondo corallino, senza erba, il che lo rende una difficile superficie su cui giocare a calcio.
Dell'argilla proveniente dalle Figi è stata importata per far crescere dell'erba sul terreno. Questo ha migliorato la praticabilità dello stesso, nonostante esso rimanga ostico e non completamente pianeggiante.